# The Last Ship
The Last Ship (с англ. — «Последний корабль») — одиннадцатый сольный студийный альбом британского рок-музыканта Стинга, был издан 24 сентября 2013 года. Первый полноформатный диск музыканта, который содержит оригинальный материал, со времён альбома Sacred Love 2003 года.
12 августа 2013 года лейбл Cherrytree Records выложил на YouTube семплы песен.

## История
Стинг работал над альбомом в течение трёх лет. Центральными темами пластинки стали воспоминания о родине музыканта — портовом городке Уоллсенд на севере Англии, а также размышления о течении времени, значении семьи и общества. Дабы подчеркнуть музыкальную палитру, поучаствовать были приглашены выходцы с северо-востока Англии: Джимми Нейл, Брайан Джонсон, Кэтрин Тикелл, группы The Unthanks и The Wilson Family.
Стинг планировал представить на Бродвее мюзикл с аналогичным названием — «The Last Ship», осенью 2014 года.

## Список композиций
| №   | Название                                      | Длительность |
| --- | --------------------------------------------- | ------------ |
| 1.  | «The Last Ship»                               |              |
| 2.  | «Dead Man's Boots»                            |              |
| 3.  | «And Yet»                                     |              |
| 4.  | «August Winds»                                |              |
| 5.  | «Language of Birds»                           |              |
| 6.  | «Practical Arrangement»                       |              |
| 7.  | «The Night the Pugilist Learned How to Dance» |              |
| 8.  | «Ballad of the Great Eastern»                 |              |
| 9.  | «What Have We Got?» (дуэт с Джимми Нейлом)    |              |
| 10. | «I Love Her But She Loves Someone Else»       |              |
| 11. | «So to Speak» (дуэт с Бекки Ансэнк)           |              |
| 12. | «The Last Ship (Реприза)»                     |              |

| №  | Название                                                      | Длительность |
| -- | ------------------------------------------------------------- | ------------ |
| 1. | «Shipyard» (featuring Jimmy Nail, Brian Johnson and Jo Lawry) |              |
| 2. | «It's Not the Same Moon»                                      |              |
| 3. | «Hadaway»                                                     |              |
| 4. | «Sky Hooks and Tartan Paint» (featuring Brian Johnson)        |              |
| 5. | «Show Some Respect»                                           |              |

| №  | Название                                                         | Длительность |
| -- | ---------------------------------------------------------------- | ------------ |
| 1. | «Shipyard» (featuring Jimmy Nail, Brian Johnson and Jo Lawry)    |              |
| 2. | «It's Not the Same Moon»                                         |              |
| 3. | «Hadaway»                                                        |              |
| 4. | «Jock the Singing Welder»                                        |              |
| 5. | «Sky Hooks and Tartan Paint» (featuring Brian Johnson)           |              |
| 6. | «Peggy's Song» (featuring Rachel Unthank)                        |              |
| 7. | «Show Some Respect»                                              |              |
| 8. | «Practical Arrangement» (Full original duet, featuring Jo Lawry) |              |

## Участники записи
Музыканты
- Стинг — вокал, акустическая гитара, бас, колокольчики, тарелки
- Роб Матис — фортепиано, клавишные, акустическая гитара, бэк-вокал
- Доминик Миллер — электрогитара, акустическая гитара, gut string solo guitar («It’s Not the Same Moon»)
- Айра Коулман — бас
- Джо Брнадино — ударные, перкуссия
- Питер Тикелл — скрипка, мандолина (соло на «What Have We Got?» и «Show Some Respect»)
- Джулиан Саттон — мелодеон
- Кэтрин Тикелл — скрипка, нортумберлендская свирель (соло на «The Last Ship» and «Sky Hooks and Tartan Paint»)
- Джо Лоури — вокал («Shipyard»), вокальный дуэт (весь оригинальный дуэт на «Practical Arrangement»), бэк-вокал

Производство
- Стинг — продюсирование
- Роб Матис — продюсирование, дирижёр, оркестровые аранжировки
- Донал Ходгсон — запись, микширование
- Питер Коббин — запись оркестра, дополнительное микширование («The Last Ship», «Dead Man’s Boots», «And Yet», «August Winds», «Language of Birds», «Practical Arrangement», «Ballad of the Great Eastern», «I Love Her But She Loves Someone Else», «The Last Ship (Reprise)»)
- Alex Venguer — дополнительная запись
- Джонатан Аллен — запись оркестра
- Jill Dell’Abate — продакшн-менеджер
- Isobel Griffiths, Ltd. — подрядчик оркестра
- Шарлотт Мэттьюз — ассистент подрядчика
- Рич Рич — звукоинженер Pro Tools

- Бретт Мейер — звукоинженер Pro Tools
- Пол Притчэрд — звукоинженер Pro Tools
- Тоби Халберт — звукоинженер Pro Tools
- Rael Jones — звукоинженер Pro Tools
- Ларс Фокс — дополнительный звукоинженер
- Ангус Коуен — ассистент звукоинженера
- Марк Бротон — ассистент звукоинженера
- Дэнни Куатрочи — гитарный техник Стинга
- Майк Кэстил — подготовка музыки
- Лори Кэстил — подготовка музыки
- Дэйв Хэйдж — ассистент
- Скотт Халл — мастеринг